# Mary Haskell (educadora)
Mary Elizabeth Haskell, mais tarde Minis (11 de dezembro de 1873 – 9 de outubro de 1964), foi uma educadora americana, mais conhecida por ter sido a benfeitora do escritor, poeta e artista libanês-americano Kahlil Gibran. 

## Vida
Haskell nasceu em Columbia, Carolina do Sul, filha de Alexander Cheves Haskell e sua segunda esposa Alice Van Yeveren (Alexander, irmã de Edward Porter Alexander). Ela foi educada no Presbyterian College para mulheres, Columbia, Carolina do Sul, e Wellesley College, Massachusetts, AB, 1897. 
Em 1904, ela conheceu Kahlil Gibran em uma exposição de seu trabalho no estúdio de Fred Holland Day. Ela era então a diretora de uma escola particular para meninas em Boston, a Haskell School for Girls. 

Em 7 de maio de 1926, casou-se com Jacob Florance Minis (1852-1936), cuja primeira esposa morreu em 1921. 